# Liste des conseillers départementaux du Nord
Pour un article plus général, voir Conseil départemental du Nord.
Cet article présente la composition du Conseil départemental du Nord ainsi que ses élus à partir de 2021. Pour les élus des mandatures précédentes, voir la liste des conseillers généraux du Nord.

## Composition du conseil départemental

### Groupes politiques (composition)
| Groupe                                                                  | Président de groupe                         | Couleur de groupe | Nombres d'élus | Majorité | Opposition |
| ----------------------------------------------------------------------- | ------------------------------------------- | ----------------- | -------------- | -------- | ---------- |
| Groupe Union pour le Nord (UPN)                                         | Paul Christophe (Canton de Dunkerque-2)     |                   | 50/82          | Oui      |            |
| Groupe socialiste, républicain et citoyen (GSRC)                        | Didier Manier (Canton de Villeneuve-d'Ascq) |                   | 14/82          |          | Non        |
| Groupe Communiste et Républicain : Pour l'Humain d'Abord ! (GCRHA)      | Charles Beauchamp (Canton d'Aniche)         |                   | 09/82          |          | Non        |
| Groupe Écologiste, Europe-Écologie-Les-Verts - Génération.s (GEEELVG.s) | Stéphanie Bocquet (Canton de Lille-4)       |                   | 06/82          |          | Non        |
| Non-inscrits                                                            |                                             |                   | 03/82          |          | Non        |
|                                                                         |                                             |                   | 82/82          |          |            |

### Liste des conseillers départementaux élus (2021-2028)
| Canton                                                 | Élus                        | Groupe politique d'appartenance | Couleur du Groupe politique d'appartenance | Fonction                                                                                    |
| ------------------------------------------------------ | --------------------------- | ------------------------------- | ------------------------------------------ | ------------------------------------------------------------------------------------------- |
| Canton d'Aniche                                        | Charles Beauchamp           | GCRHA (Président)               |                                            |                                                                                             |
| Canton d'Aniche                                        | Maryline Lucas              | GCRHA (membre)                  |                                            |                                                                                             |
| Canton d'Annœullin                                     | Philippe Waymel             | UPN (membre)                    |                                            |                                                                                             |
| Canton d'Annœullin                                     | Marie Cieters               | UPN (membre)                    |                                            | Vice-présidente chargée de l'Éducation et des collèges.                                     |
| Canton d'Anzin                                         | Pierre-Michel Bernard       | GSRC (membre)                   |                                            |                                                                                             |
| Canton d'Anzin                                         | Michelle Gréaume            | GCRHA (membre)                  |                                            |                                                                                             |
| Canton d'Armentières                                   | Michel Plouy                | UPN (membre)                    |                                            |                                                                                             |
| Canton d'Armentières                                   | Sylvie Delrue               | UPN (membre)                    |                                            |                                                                                             |
| Canton d'Aulnoy-lez-Valenciennes                       | Jean-Claude Dulieu          | GCRHA (membre)                  |                                            |                                                                                             |
| Canton d'Aulnoy-lez-Valenciennes                       | Isabelle Choain             | GCRHA (membre)                  |                                            |                                                                                             |
| Canton d'Aulnoye-Aymeries\|Canton d'Aulnoy-Aymeries    | Bernard Baudoux             | GCRHA (membre)                  |                                            |                                                                                             |
| Canton d'Aulnoye-Aymeries\|Canton d'Aulnoy-Aymeries    | Agnès Denis                 | GCRHA (membre)                  |                                            |                                                                                             |
| Canton d'Avesnes-sur-Helpe                             | Sébastien Seguin            | UPN (membre)                    |                                            | Vice-président chargé du Tourisme et de la mobilité douce.                                  |
| Canton d'Avesnes-sur-Helpe                             | Aude Van Cauwenberge        | UPN (membre)                    |                                            |                                                                                             |
| Canton de Bailleul                                     | Stéphane Dieusaert          | UPN (membre)                    |                                            |                                                                                             |
| Canton de Bailleul                                     | Marie Sandra                | UPN (membre)                    |                                            |                                                                                             |
| Canton de Cambrai                                      | Nicolas Siegler             | UPN (membre)                    |                                            | Vice-président chargé de l'Aménagement du territoire et Canal Seine-Nord-Europe.            |
| Canton de Cambrai                                      | Sylvie Labadens             | UPN (membre)                    |                                            | Conseillère déléguée aux Relations internationales.                                         |
| Canton de Caudry                                       | Frédéric Bricout            | UPN (membre)                    |                                            |                                                                                             |
| Canton de Caudry                                       | Anne-Sophie Boisseaux       | UPN (membre)                    |                                            | Conseillère déléguée à la Lutte contre les violences intra-familiales.                      |
| Canton de Coudekerque-Branche                          | Julien Gokel                | GSRC (membre)                   |                                            |                                                                                             |
| Canton de Coudekerque-Branche                          | Barbara Bailleul            | Non-inscrite                    |                                            |                                                                                             |
| Canton de Croix                                        | Régis Cauche                | UPN (membre)                    |                                            |                                                                                             |
| Canton de Croix                                        | Barbara Coevoet             | UPN (membre)                    |                                            | Vice-présidente chargée de la Santé et de la prévention.                                    |
| Canton de Denain                                       | Michel Lefebvre             | GCRHA (membre)                  |                                            |                                                                                             |
| Canton de Denain                                       | Isabelle Zawieja-Denizon    | GCRHA (membre)                  |                                            |                                                                                             |
| Canton de Douai                                        | Christian Poiret            | UPN (membre)                    |                                            | Président du département du Nord                                                            |
| Canton de Douai                                        | Caroline Sanchez            | UPN (membre)                    |                                            |                                                                                             |
| Canton de Dunkerque-1                                  | Grégory Bartholoméus        | GSRC (membre)                   |                                            |                                                                                             |
| Canton de Dunkerque-1                                  | Christine Decodts           | GSRC (membre)                   |                                            |                                                                                             |
| Canton de Dunkerque-2                                  | Paul Christophe             | UPN (Président)                 |                                            |                                                                                             |
| Canton de Dunkerque-2                                  | Marie Arlabosse             | UPN (membre)                    |                                            | Vice-présidente chargée de la Culture et de la Communication institutionnelle.              |
| Canton de Faches-Thumesnil\|Canton de Fashes-Thumesnil | François-Xavier Cadart      | UPN (membre)                    |                                            | Conseiller délégué au Sport.                                                                |
| Canton de Faches-Thumesnil\|Canton de Fashes-Thumesnil | Frédérique Seels            | UPN (membre)                    |                                            | Vice-présidente chargée de l'Autonomie des seniors.                                         |
| Canton de Fourmies                                     | Michaël Hiraux              | UPN (membre)                    |                                            | Vice-président chargé du Renouveau des Territoires.                                         |
| Canton de Fourmies                                     | Carole Devos                | UPN (membre)                    |                                            |                                                                                             |
| Canton de Grande-Synthe                                | Bertrand Ringot             | GSRC (membre)                   |                                            |                                                                                             |
| Canton de Grande-Synthe                                | Isabelle Fernandez          | GSRC (membre)                   |                                            |                                                                                             |
| Canton d'Hazebrouck                                    | Valentin Belleval           | UPN (membre)                    |                                            | Vice-président chargé de la Voirie et des Infrastructures.                                  |
| Canton d'Hazebrouck                                    | Monique Evrard              | UPN (membre)                    |                                            |                                                                                             |
| Canton de Lambersart                                   | Jacques Houssin             | UPN (membre)                    |                                            | Président du Service Départemental d'Incendie et de Secours du Nord (SDIS 59)               |
| Canton de Lambersart                                   | Marie-Laurence Fauchille    | UPN (membre)                    |                                            |                                                                                             |
| Canton du Cateau-Cambrésis                             | Yannick Caremelle           | UPN (membre)                    |                                            |                                                                                             |
| Canton du Cateau-Cambrésis                             | Sylvie Clerc-Cuvelier       | UPN (membre)                    |                                            | Vice-présidente chargée du Handicap.                                                        |
| Canton de Lille-1                                      | Sébastien Leprêtre          | UPN (membre)                    |                                            |                                                                                             |
| Canton de Lille-1                                      | Élisabeth Masse             | UPN (membre)                    |                                            |                                                                                             |
| Canton de Lille-2                                      | Loiic Cathelain             | UPN (membre)                    |                                            | Vice-président chargé des Finances et des affaires générales                                |
| Canton de Lille-2                                      | Marie Champault             | UPN (membre)                    |                                            |                                                                                             |
| Canton de Lille-3                                      | Simon Jamelin               | GEEELVG.s (membre)              |                                            |                                                                                             |
| Canton de Lille-3                                      | Céline Scavennec            | GEEELVG.s (membre)              |                                            |                                                                                             |
| Canton de Lille-4                                      | Laurent Perin               | GEEELVG.s (membre)              |                                            |                                                                                             |
| Canton de Lille-4                                      | Stéphanie Bocquet           | GEEELVG.s (Présidente)          |                                            |                                                                                             |
| Canton de Lille-5                                      | Maël Guiziou                | GEEELVG.s (membre)              |                                            |                                                                                             |
| Canton de Lille-5                                      | Anne Mikolajczak            | GEEELVG.s (membre)              |                                            |                                                                                             |
| Canton de Lille-6                                      | Olivier Caremelle           | GSRC (membre)                   |                                            |                                                                                             |
| Canton de Lille-6                                      | Valérie Conseil             | GSRC (membre)                   |                                            |                                                                                             |
| Canton de Marly                                        | Jean-Noele Verfaillie       | UPN (membre)                    |                                            | Vice-président chargé du Logement, du renouvellement urbain et de la politique de la ville. |
| Canton de Marly                                        | Béatrice Descamps-Marquilly | UPN (membre)                    |                                            |                                                                                             |
| Canton de Maubeuge                                     | Marie-Paule Rousselle       | UPN (membre)                    |                                            |                                                                                             |
| Canton de Maubeuge                                     | Nicolas Leblanc             | UPN (membre)                    |                                            | Conseiller délégué au Patrimoine.                                                           |
| Canton d'Orchies                                       | Jean-Luc Detarvernier       | UPN (membre)                    |                                            | Vice-président chargé des Ressources humaines.                                              |
| Canton d'Orchies                                       | Marie-Hélène Quatrebœufs    | UPN (membre)                    |                                            |                                                                                             |
| Canton de Roubaix-1                                    | Max-André Pick              | UPN (membre)                    |                                            |                                                                                             |
| Canton de Roubaix-1                                    | Karima Zouggagh             | UPN (membre)                    |                                            |                                                                                             |
| Canton de Roubaix-2                                    | Benjamin Caillieret         | GSRC (membre)                   |                                            |                                                                                             |
| Canton de Roubaix-2                                    | Soraya Fahem                | GSRC (membre)                   |                                            |                                                                                             |
| Canton de Saint-Amand-les-Eaux                         | Éric Renaud                 | Non-inscrit                     |                                            |                                                                                             |
| Canton de Saint-Amand-les-Eaux                         | Claudine Deroeux            | Non-inscrite                    |                                            |                                                                                             |
| Canton de Sin-le-Noble                                 | Frédéric Delannoy           | GSRC (membre)                   |                                            |                                                                                             |
| Canton de Sin-le-Noble                                 | Josiane Bridoux             | GSRC (membre)                   |                                            |                                                                                             |
| Canton de Templeuve-en-Pévèle                          | Luc Monnet                  | UPN (Co-président)              |                                            | Référent ruralité de Lille                                                                  |
| Canton de Templeuve-en-Pévèle                          | Charlotte Parmentier-Lecocq | UPN (membre)                    |                                            |                                                                                             |
| Canton de Tourcoing-1                                  | Vincent Ledoux              | UPN (membre)                    |                                            |                                                                                             |
| Canton de Tourcoing-1                                  | Marie Tonnerre-Desmet       | UPN (membre)                    |                                            | Vice-présidente chargée de l'Enfance, de la famille et de la jeunesse.                      |
| Canton de Tourcoing-2                                  | Salim Achiba                | UPN (membre)                    |                                            |                                                                                             |
| Canton de Tourcoing-2                                  | Doriane Bécue               | UPN (membre)                    |                                            | 1re Vice-présidente chargée du Retour à l'emploi et de l'Insertion.                         |
| Canton de Valenciennes                                 | Laurent Degallaix           | UPN (membre)                    |                                            |                                                                                             |
| Canton de Valenciennes                                 | Valérie Létard              | UPN (membre)                    |                                            |                                                                                             |
| Canton de Villeneuve-d'Ascq                            | Didier Manier               | GSRC (Président)                |                                            |                                                                                             |
| Canton de Villeneuve-d'Ascq                            | Françoise Martin            | GSRC (membre)                   |                                            |                                                                                             |
| Canton de Wormhout                                     | Patrick Valois              | UPN (membre)                    |                                            | Vice-président chargé de la Ruralité et de l'environnement.                                 |
| Canton de Wormhout                                     | Anne Vanpeene               | UPN (membre)                    |                                            |                                                                                             |